# Roridula dentata
Roridula dentata ist eine von zwei Arten der protokarnivoren Gattung der Wanzenpflanzen (Roridula) aus der gleichnamigen Familie der Wanzenpflanzengewächse (Roridulaceae). Sie stammt aus dem Westen der Kap-Provinz in Südafrika und fällt durch ihre äußerst klebrigen Leimruten auf, welche die gesamte Pflanze überziehen. Sie ist auch für ihre Symbiose mit der Wanzenart Pameridea marlothi bekannt. Sie trägt im deutschen Sprachraum unter anderem die Trivialnamen „Taupflanze“ und „Wanzenpflanze“.

## Habitus

### Vegetative Beschreibung
Roridula dentata wächst aus einer kräftigen Pfahlwurzel als verholzender, schlanker, wenig bis reich verzweigter Strauch mit Wuchshöhen von bis zu 2 m. Das Holz dieser Art weist, im Gegensatz zu ihrer Schwesterart Roridula gorgonias, Jahresringe auf, sowie einige Anpassungen an trockenere Standorte im Holz. Die Stängel sind bräunlich mit längs gefurchter Oberfläche. Die Blätter sitzen gedrängt an kurzen Seitenzweigen, die unteren fallen früh ab und sind deutlich kürzer als die oberen Blätter. Die Blätter sind ganzrandig, linealisch und spitz zulaufend, bis zu 5 cm lang und 3 mm breit. Die Blattränder weisen weit auseinander liegende, wechselständige und aufsteigende Fortsätze („Zähne“) auf, wobei die Spitzen in mehreren langstieligen Drüsen enden. Alle Pflanzenteile (ausgenommen die Stängel) sind dicht mit knaufförmigen, aufwärts gerichteten, kurzen bis langen Drüsen besetzt, die eine klebrige Flüssigkeit ausscheiden. Eine weiße, kurze bis lange, spärliche bis dichte Behaarung bedeckt die Oberseite der Blattspreite, die Blattunterseite ist mehr oder weniger kahl. Die Blätter von Roridula dentata enthalten iridoide Glycoside, die bislang nicht eindeutig identifiziert werden konnten. In der Blattepidermis sind Kalziumoxalat-Drüsen vorhanden.

### Fallen
Die Köpfchen der gestielten Drüsen von Roridula dentata sind mit farblosen Leimtropfen überzogen, der Leim ist äußerst dickflüssig und wird von den Drüsen eigens produziert und ausgeschieden. Das harzige Exsudat der Drüsen besteht überwiegend aus pentacyclischen Triterpenen wie Dihydroxyolean und Dihydroxyurs-12-en sowie Taraxeradiol. Dazu kommen verschiedene Germanicole und 3α-Lupeol. Diese natürlichen Harze kristallisieren in frischer, warmer Luft, ohne jedoch gänzlich zu verhärten (sofern ihr Anteil im Sekret nicht zu hoch ist). Auch wurde Flavonol nachgewiesen. Die hochkomplexe Harz-Zusammensetzung sorgt nicht nur dafür, dass der Leim nie austrocknet, der Leim ist obendrein wasserabweisend (hydrophob). Selbst nach einem 24-stündigen Tauchbad in Wasser bleibt der Leim klebrig, was der Pflanze bei starken Regenfällen zugutekommt: Sie kann ihren Beutefang unmittelbar nach Regenfällen wieder aufnehmen. Andere insektenfangende Pflanzen, wie zum Beispiel Sonnentau, Taublatt und Regenbogenpflanze, müssen nach Regenfällen stets neuen Leim produzieren, weil dieser aus wasserlöslichen Glycosiden besteht, nicht aus Harz. Dies zehrt an ihrer Energie, was Roridula dentata erspart bleibt.
Die Frage, ob Roridula dentata eine „echte“ Karnivore ist oder nicht, wurde lange Zeit kontrovers diskutiert. Das Problem liegt darin, dass die Pflanze einerseits in eigens dafür konzipierten Drüsen bestimmte Enzyme wie Phosphatasen bildet, welche die Verwertung komplexer Stickstoff- und Phosphorverbindungen erlauben (was echte Karnivoren können). Andererseits aber scheidet R. dentata keine Verdauungssäfte aus, mit denen sie die Körper getöteter Insekten zersetzen und auslaugen könnte – was aber echte Karnivoren tun. Experimente der Forscher Bartosz J. Płachno und Lubomír Adamec im Jahr 2009 an beiden Roridula-Arten mit toten Taufliegen (Drosophila) belegen, dass eine hohe Phosphatase- und Protease-Aktivität stattfindet und Nährstoffe wie Stickstoff, Phosphor, Kalium und Magnesium in höheren Mengen aufgenommen, aufgespalten und von der Pflanze direkt verwertet werden können. Deshalb wird die Pflanze im Allgemeinen als „präkarnivor“, das heißt „vor-karnivor“, eingestuft. An ihr lässt sich der evolutionäre Übergang von „Abwehrmechanismus gegen pflanzenfressendes Ungeziefer“ zu „Falle und Verdauungsorgan“ gut studieren und beschreiben. Die Forschungsergebnisse widerlegen allerdings zugleich die Annahme, dass Roridula dentata allein auf die Kotausscheidungen ihrer Symbionten angewiesen wäre.

### Generative Beschreibung

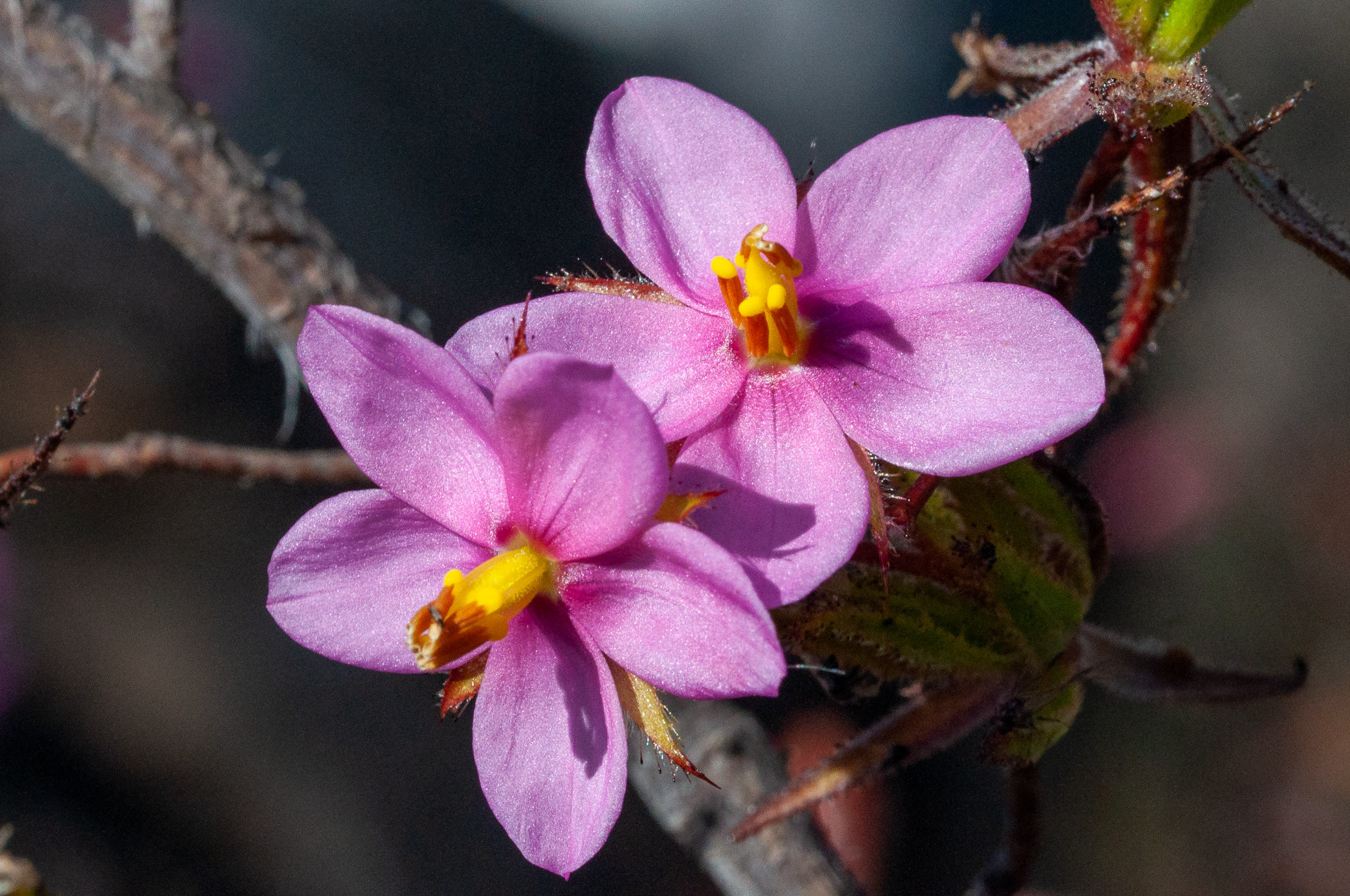
Blüten von Roridula dentata im Detail

Die Blüten erscheinen an langen, drüsenbesetzten Stielen in den Achseln der oberen Blätter, sie bilden gelegentlich eine lockere, aufwärts gerichtete Traube, wobei die Stützblätter zu Hochblättern reduziert sind. Die Kelchblätter sind linealisch-lanzettlich, zugespitzt, 10 mm lang und mit kurzen Drüsen besetzt. Die Blüten sind fünfzählig, die Blütenblätter verkehrt-eiförmig, ca. 12 mm lang und rosa. Die Staubblätter sitzen an kurzen Staubfäden, sie sind 3 mm lang und aufgerichtet. Die Staubbeutel sind 3,5 mm lang, an der Basis geschwollen und schwarz. Die Fruchtknoten sind eiförmig, dünn und behaart, der Griffel endet in einer leicht verbreiterten Narbe. Der Pollen ist gleichförmig, annähernd kugelig und 36,5 μm lang und 36,0 μm breit. Roridula dentata wird von Schwebfliegen bestäubt, ist aber auch zur Selbstbestäubung befähigt.
Die Samenanlage ist hängend, einzeln und an einer Achselplazenta befestigt. Die Samen erscheinen zu wenigen in einer Kapsel. Die Kapsel ist in den anhaltenden Blütenteilen verborgen, holzig, länglich, aufwärts gerichtet; die Samen sind im Umriss länglich-ellipsoid, 5 mm lang, bräunlich-gelb und rau mit deutlich wabenförmigem Relief auf der Schale. Kommen sie mit Wasser in Berührung, werden die Samen auffallend klebrig. In den Samen wurden verschiedene Gerbstoffe wie Tannine nachgewiesen.
Die Chromosomenzahl lautet: 2n = 12 (n = 6).

## Verbreitung und Habitat

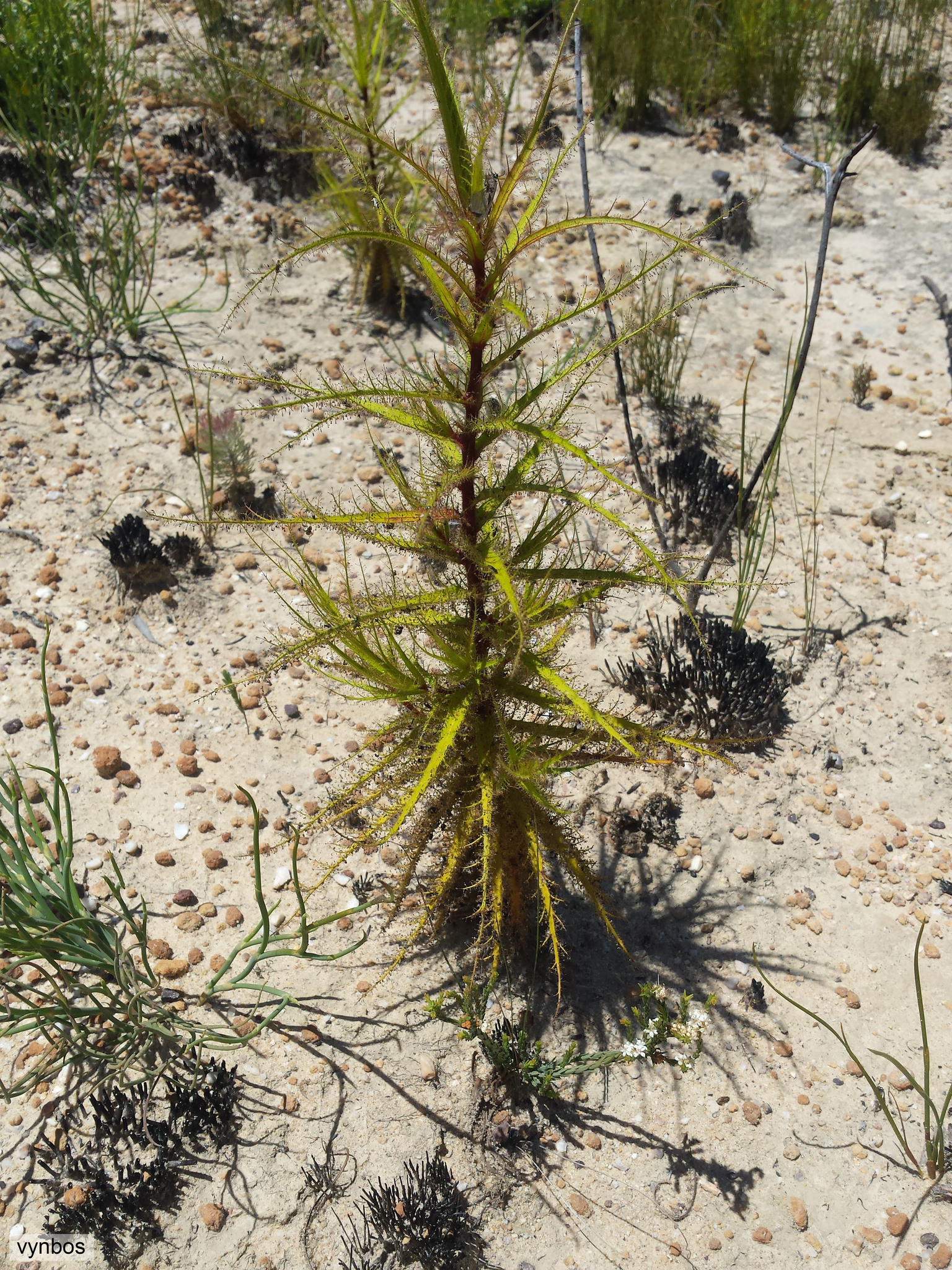
Roridula dentata am Naturstandort, man beachte die starke Versandung des Bodens

In ihrer Heimat ist Roridula dentata endemisch, gilt aber nach aktuellem Stand trotz ihrer Seltenheit als „nicht bedrohte Art“. Roridula dentata stammt aus der westlichen Kap-Provinz an der Südspitze Afrikas, aus den Regionen um Clanwilliam, Tulbagh und Ceres. Sie wächst in heißen, vollsonnigen Buschsavannen, den Fynbos (genauer: in den Berg-Fynbos im Inland), in denen alle paar Jahre Buschfeuer auftreten können. Sie kommt in Höhenlagen um 900–1200 m vor. Die Flora der Fynbos wird charakterisiert durch das Vorhandensein von sechs endemischen oder fast endemischen Pflanzengattungen: Brunia, Geissoloma, Grubbia, Brachysiphon und Retzia. Aber auch viele Protea-Arten sind hier vertreten. Der Boden ist ausgesprochen sandig und dünenreich, überwiegend nährstoffarm und kahl, durch Sonne, Hitze und Winde ist er stark erosionsanfällig. Ausgedehnte Buschfeuer können die Vegetation zumindest oberflächlich fast vollständig zerstören, was aber Pyrophyten wie Protea und Roridula dentata zugutekommt.
Denn Roridula dentata ist ein sogenannter Feuerkeimer: Sie ist an die regelmäßig alle paar Jahre auftretenden Buschbrände angepasst und teils auch darauf angewiesen. Die Feuer lichten zum einen die Vegetation und verhindern so, dass die Wanzenpflanzen überwuchert werden, zum anderen erlauben sie den Samen, unter offenen Bedingungen zu keimen und zu wachsen. Diese Pyrophilie geht so weit, dass die Keimrate der Samen nur durch kurzzeitigen Einfluss von Hitze gesteigert wird.

## Ökologie

### Symbiose mitPameridea marlothi

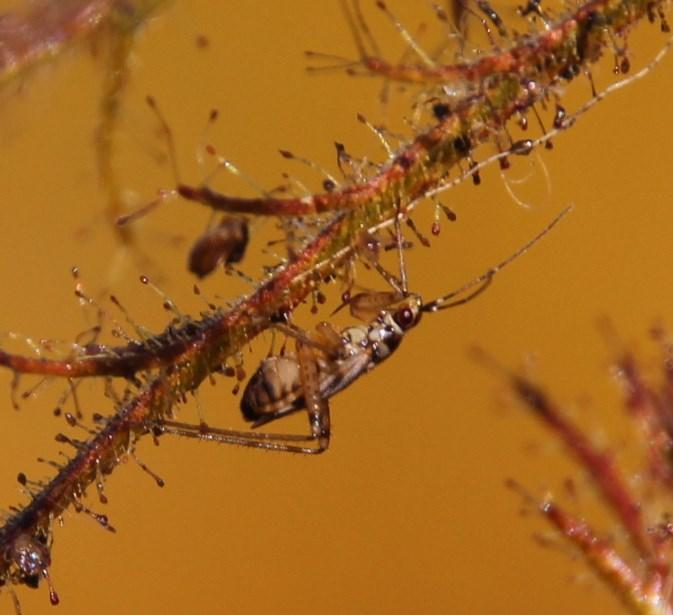
Pameridea marlothi auf Roridula dentata

Ähnlich wie ihre Schwesterart Roridula gorgonias ist auch Roridula dentata eine Symbiose mit einer Raubwanze eingegangen. Bei Roridula dentata ist es vornehmlich die Art Pameridea marlothi, welche die Pflanze besiedelt. Während die äußerst klebrigen Leimruten von Roridula dentata auch größere Insekten wie Wespen, Libellen und Hummeln fangen, lebt Pameridea marlothi auf den Blättern und Trieben und kann sich dort frei bewegen: Der Körper der Wanze ist mit einem feinen, fettigen Ölfilm überzogen, der das Harz der Wanzenpflanze abweist. Zugleich ist die Wanze außerordentlich muskulös und daher kräftig genug, sich notfalls wieder aus den Leimruten zu befreien. Die Wanzen wuseln emsig auf der Pflanze umher, stets auf der Suche nach neuen Beutetieren. Wenn sie eines aufspüren, saugen sie es umgehend aus. Die Wanze lebt aber auch gelegentlich vom Saft der Pflanze, wenn ihr die Insekten ausgehen. Die Kotausscheidungen der Wanzen setzen wichtige Nährstoffe wie Stickstoff und Phosphor frei, die wiederum von der Pflanze aufgenommen und verwertet werden.

### Weitere Symbiosen
Neben Pameridea marlothi leben noch andere Raubwanzen wie Pameridea roridulae (sehr selten) und Rhynocoris disciventris auf Roridula dentata. Auch Pameridea roridulae ist durch ölbedeckte Panzer und kräftige Beine vor den Leimruten geschützt und profitiert vom ausgiebigen Beutefang. Rhynocoris disciventris bewegt sich dagegen nur auf den unbelaubten Stängeln entlang und meidet die Leimruten. Es wurden auch zwei Spinnenarten nachgewiesen: die Luchsspinne Peucetia nicolae und die Krabbenspinne Synema marlothi, die ausschließlich auf beiden Roridula-Arten lebt. Auch sie streifen auf den Pflanzen umher und erbeuten frisch gefangene Insekten. Letztere erbeutet allerdings auch Pameridea-Wanzen. Auch der Kot der Spinnen dient Roridula dentata als natürlicher Dünger.

## Systematik
Roridula dentata wurde 1764 von Carl von Linné erstbeschrieben. Der Gattungsname Roridula leitet sich von dem lateinischen Wort roridus ab, was „taubedeckt“ bedeutet, der Artenname dentata ist ebenfalls lateinisch und bedeutet „gezahnt“ (in Anspielung auf die gezähnten Blätter).
Roridula dentata gehört zur Gattung der Wanzenpflanzen (Roridula) aus der gleichnamigen Familie der Wanzenpflanzengewächse (Roridulaceae) innerhalb der Ordnung der Heidekrautgewächse (Ericales). Ihre einzige Schwesterart ist Roridula gorgonias, Unterarten und/oder Naturhybriden sind nicht bekannt. Lange Zeit wurde Roridula dentata unter anderem den Sonnentaugewächsen (Droseraceae) zugeordnet, was zu dem heute ungültigen Synonym Drosera roridula (Thunb.) führte. Heute bildet sie, gemeinsam mit ihrer Schwesterart eine eigene Familie.

## Roridula dentataund der Mensch
Obgleich Roridula dentata keinen wirtschaftlichen Nutzen für den Menschen hat, war und ist sie den Einheimischen der Kap-Region wegen ihrer Klebrigkeit unter dem Namen Vlieëbos (deutsch etwa „Fliegenbusch“) vertraut. Der deutsch-afrikanische Botaniker, Apotheker und Chemiker Hermann Wilhelm Rudolf Marloth berichtete um 1920, dass Zweige der Pflanze in Häusern, Bars und Geschäften als natürliche Fliegenfänger aufgehängt würden. Heute wird Roridula dentata (wie auch Roridula gorgonias) gelegentlich als Kuriosität in Pflanzensammlungen und an botanischen Gärten kultiviert.